# شن‌یانگ جی-۶

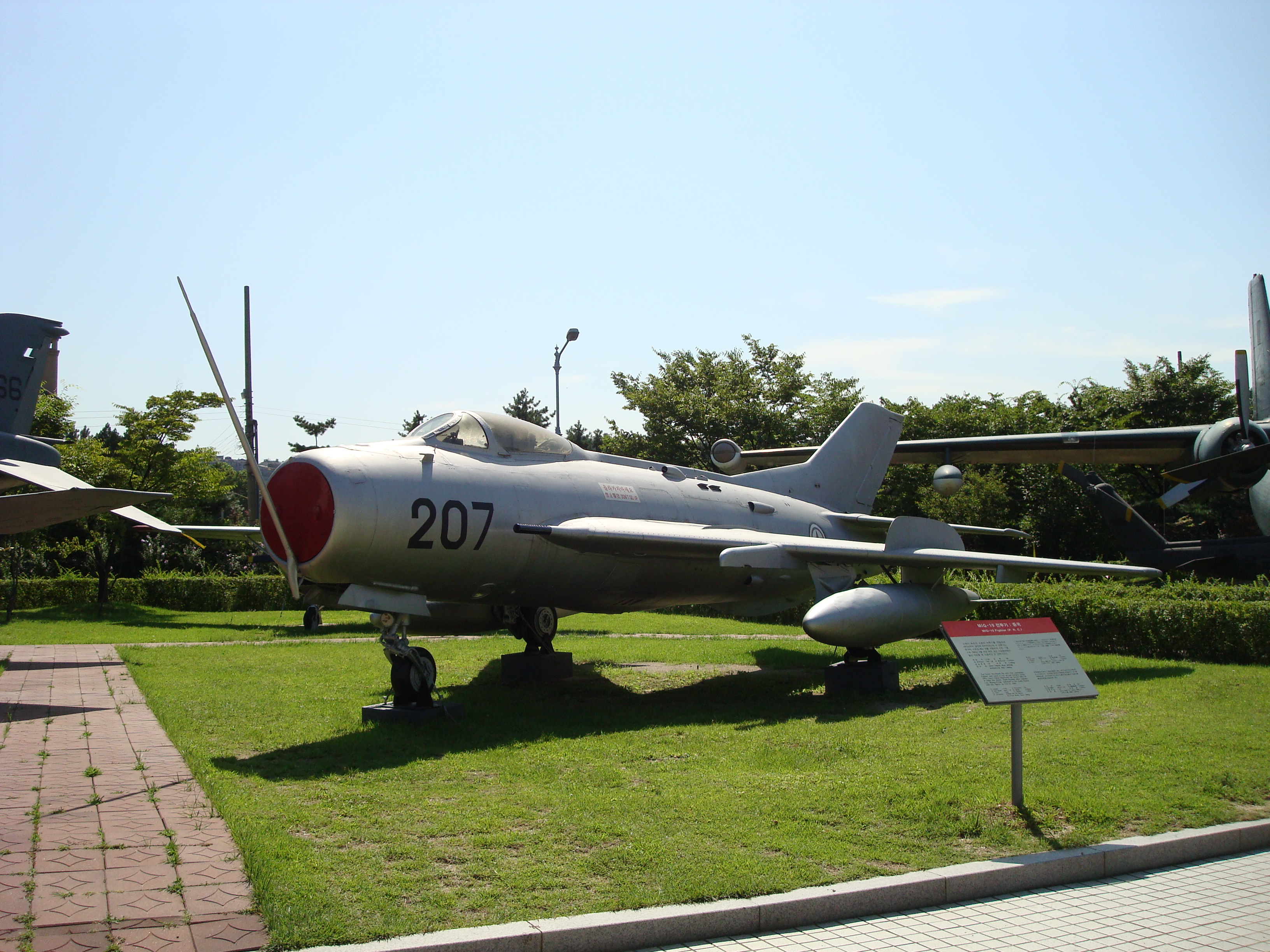
یک جی-۶ کره شمالی در سئول

شنیانگ جی-۶، با نام صادراتی اف-۶ و نام ناتو: فارمر (دهقان)، مدل چینی هواپیمای جنگنده میگ-۱۹ است. این جنگنده ۱۵۴۰ کیلومتر (۱٫۴۵ ماخ) سرعت بیشینه، ۱۷٬۹۰۰ متر سقف پرواز و حدود ۶۴۰ کیلومتر شعاع عملیاتی داشت و برای ۱۰۰ ساعت پرواز (حدود ۱۰۰ سورتی) پیش از انجام اورهال بر روی آن ساخته شده بود.

## تاریخچه
میگ-۱۹ نخستین جنگنده مافوق صوت شوروی بود که از سال ۱۹۵۵ وارد ارتش این کشور شد و قابلیت‌های مشابهی با هواپیمای اف-۱۰۰ سوپرسیبر آمریکایی‌ها داشت. میگ-۱۹ هرچند پس از مدت کوتاهی از فعالیت در ارتش شوروی خارج شد و جای خود را به هواپیماهای پیشرفته‌تر داد اما چابکی، قدرت چرخش و سلاح قدرتمند آن توجه چینی‌ها را به خود جلب کرده و موجب شد تا آن‌ها از سال ۱۹۵۸ تا ۱۹۸۱ به تولید مدلی از این هواپیما اقدام کرده و آن را به کشورهای دیگری نیز صادر کنند. مدل چینی میگ-۱۹ که در کشورهای دیگر به اف-۶ فارمر شهرت یافت، در سال ۲۰۰۵ در چین از فعالیت جنگی خارج شد. چینی‌ها همچنین یک جنگنده مخصوص حمله به زمین و پشتیبانی هوایی با نام نانچانگ کیو-۵ را بر اساس بدنه اف-۶ فارمر طراحی کردند. اف-۶ به عنوان جنگنده ای با عمر استفاده محدود ساخته شده و بعد از فقط صد ساعت پرواز بایستی اورهال کامل بر روی آن انجام شود.
آمریکایی‌ها در سال ۱۹۶۵، همزمان با جنگ ویتنام، پس از پروازهای آزمایشی محرمانه با یک اف-۶ ارتش پاکستان به این نتیجه رسیدند که اف-۶ و میگ-۱۹ نسبت به جنگنده مدرن‌تر و قدرتمندتر میگ-۲۱ روس‌ها و همینطور مدل قدیمی‌تر میگ-۱۷، و مدل چینی آن جی-۵، در نبرد نزدیک هوایی تواناتر است. آن‌ها معتقد بودند که سرعت بالاتر میگ-۲۱ که با موتورهای پیشرفته‌تر توربوجت به دست می‌آمد، برخلاف تصور اولیه، در جنگ هوایی کاربردی ندارد چون تقریباً تمام جنگ‌های هوایی آن دوران در سرعت‌های زیر صوت رخ می‌داد و اف-۶ (و نتیجتاً میگ-۱۹) مانورپذیرتر از میگ-۲۱ و شتاب آن هم برای جنگ هوایی کافی است.

## تاریخچه کاربرد
در مجموع ارتش‌های ۱۵ کشور از این جنگنده استفاده کرده‌اند که از میان آن‌ها دو کشور میانمار و کره‌شمالی هنوز در حال استفاده از آن هستند. در جنگ‌های متعدد نیز از این هواپیما استفاده شده‌است:
- جنگ‌های هند و پاکستان: نیروی زمینی پاکستان از این جنگنده بین سال‌های ۱۹۶۵ تا ۲۰۰۲ استفاده می‌کرد. پاکستانی‌ها ۱۴۰ مورد اصلاح برای بهینه‌سازی این هواپیما در عملیات‌های شناسایی و پشتیبانی نزدیک هوایی انجام دادند. جنگنده‌های پاکستانی در جنگ سال ۱۹۷۱ هند و پاکستان ۶ موفقیت هوایی تأییدشده را ثبت کردند که یکی از آن‌ها در مقابل هواپیمای پیشرفته‌تر میگ-۲۱ بود. ۵ اف-۶ نیز در این جنگ از دست رفت که ۳ فروند آن بر اثر پدافند زمینی، یکی در جنگ هوایی و یکی بر اثر آتش خودی بود.
- جنگ ویتنام: ارتش ویتنام شمالی از سال ۱۹۶۹ از این هواپیما در جنگ با قوای ویتنام جنوبی و آمریکا استفاده می‌کرد.
- جنگ اتیوپی و سومالی: نیروی هوایی سومالی در این جنگ از جی-۶ استفاده می‌کرد اما با توجه به قدرت بالاتر اتیوپیایی‌ها که از خلبانان کوبایی استفاده می‌کردند، به سختی شکست خورده و ۷۵ درصد نیروی هوایی ان‌ها نابود شد.
- جنگ تانزانیا و اوگاندا: توسط تانزانیا
- جنگ کامبوج و ویتنام: هر دو کشور
- جنگ ایران و عراق: در این جنگ هر دو کشور مجهز به جی-۶ بودند. ایران در سال ۱۹۸۱ تعداد ۱۶ فروند اف-۶ فارمر را به چین سفارش داد و بین سال‌های ۱۹۸۲ تا ۱۹۸۴ دریافت کرد. بر اساس برخی گزارش‌ها تعداد اف-۶های تحویل داده شده ۲۲ یا ۲۵ فروند بوده‌است و با واسطه از کره شمالی دریافت شد. عراق نیز ۴۰ فروند جی-۶ را در سال‌های ۱۹۸۲ و ۸۳ با واسطه از مصر یا اردن خریداری کرد.[۲] هر دو کشور از این هواپیما بیشتر برای حمله به اهداف زمینی استفاده می‌کردند.

## کاربران

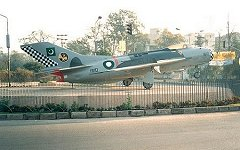
جی-۶ در پاکستان

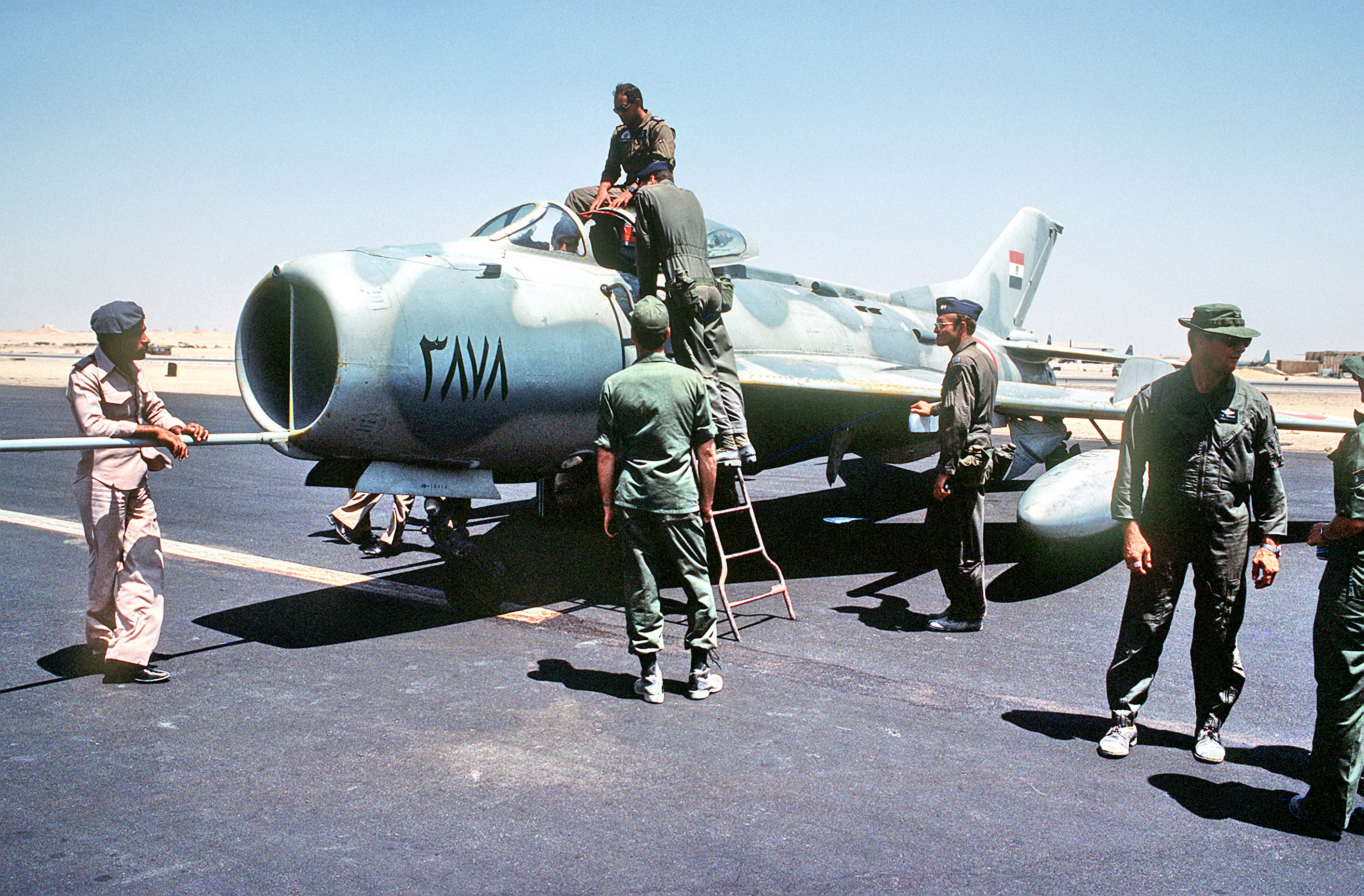
اف-۶ ارتش مصر در سال ۱۹۸۳

### کاربران کنونی
میانمار
 کره شمالی
۹۸ هواپیما در خدمت هستند اما مشخص نیست که چه تعداد ارزش استفاده دارند.

### کاربران سابق
ایران
- ایران ۱۶ فروند اف-۶ فارمر را در سال ۱۹۸۱ به چین سفارش داد و بین سال‌های ۱۹۸۲ تا ۱۹۸۴ دریافت کرد. بر اساس برخی گزارش‌ها تعداد اف-۶های تحویل داده شده ۲۲ یا ۲۵ فروند بوده و با واسطه از کره شمالی دریافت شد. هیچکدام از آنها فعال نیستند.

 آلبانی
- ۸۲ جی-۶سی. در سال ۲۰۰۵ بازنشسته شد.

 بنگلادش
- ۶ اف‌تی-۶ برای استفاده آموزشی فعال است.

 کامبوج
 عراق۴۰ فروند در سال‌های ۱۹۸۲ و ۸۳ با واسطه از مصر و اردن دریافت و در جنگ ایران و عراق استفاده شد.
 چین
- نیروی هوایی: در سال ۲۰۰۵ از خدمت نظامی خارج شد. ۱۳۰ هواپیما برای آموزش فعال است و آن‌ها هم در حال جایگزینی با جی‌ال-۸ هستند.[۳]
- نیروی دریایی: ۱۶ هواپیمای تمرین‌دهنده برای آموزش فعال است.[۳]

 مصر
- با اف-۱۶ جایگزین شده‌است.

 ویتنام شمالی
 پاکستان
- در سال ۲۰۰۲ از خدمت خارج و با چنگدو جی-۷ جایگزین شد.[۴] ۹ تمرین دهنده فعال است.[۳]

 سومالی
 سودان
- برای مأموریت‌های حمله به اهداف زمینی استفاده می‌شد.

 تانزانیا
 ویتنام

## مشخصات

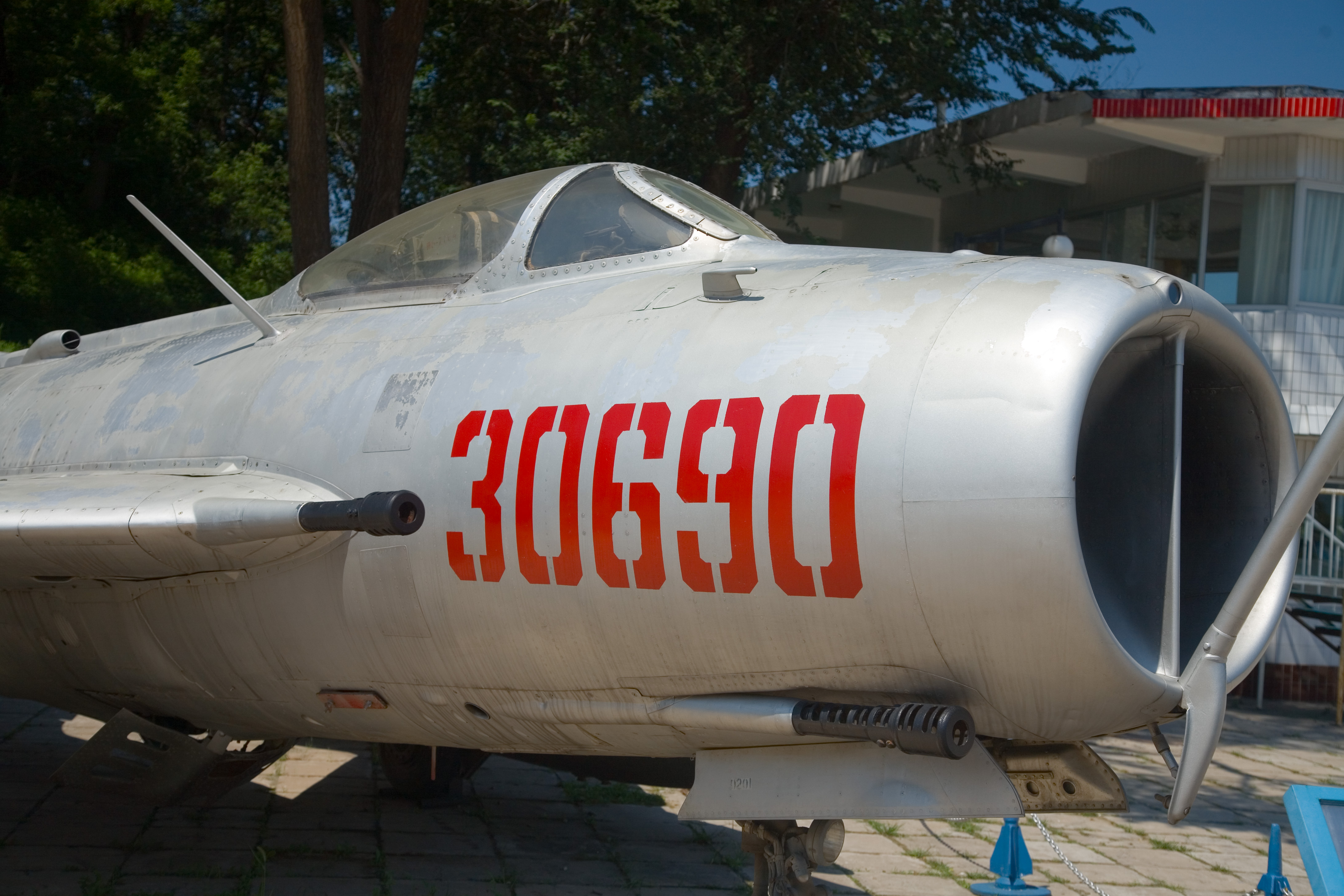
توپ‌های ۳۰میلی‌متری روی بال و زیر دماغ در این تصویر مشخص است.

مشخصات عمومی
- خدمه: ۱
- طول: ۱۲٫۵۴ متر ()
- پهنای بال: ۹٫۰۲ ()
- ارتفاع: ۳٫۰۹ متر (۱۲ فوت و ۱۰ اینچ)
- بال: مساحت ۲۵ متر مربع (1)
- وزن خالی: ۵٬۴۴۷ کیلوگرم ()
- بیشینه وزن برخاست: ۷٬۵۶۰ کیلوگرم ()
- پیشرانه: ۲× توربوجت Liming Wopen-6A (Tumansky RD-9B) 
  - نیرو ی خشک: کیلونیوتن () هرکدام
  - نیرو با پس سوز کیلو نیوتن () هرکدام

 عملکرد 
- سرعت بیشینه: ۱٫۴۵ ماخ (۱۵۴۰ کیلومتر بر ساعت)
- برد: ۶۴۰ کیلومتر ()
- سقف پروازی: ۱۷٬۹۰۰ متر ()
- نرخ اوج‌گیری: ۱۸۰ متر بر ثانیه ()
- نسبت نیرو به وزن: ۰.۸۶

جنگ‌افزار

- توپها: ۳ توپ ۳۰م‌م ان‌آر-۳۰(دو تا رو بال‌ها و یکی روی بدنه)
- موشکها: ۴ جای موشک هوابه هوا روی بال
- بمبها: حداکثر ۲۵۰ کیلو بمب غیرهدایت‌شونده یا راکت

### پیشرفت‌های مرتبط
- میگ-۱۹
- نانچانگ کیو-۵

### هواپیماهای مشابه
- اف-۱۰۰ سوپرسیبر
- داسو سوپر میستر